# Lavenay

Lavenay este o comună în departamentul Sarthe, Franța. În 2009 avea o populație de 364 de locuitori.